# John O’Gaunt’s Castle

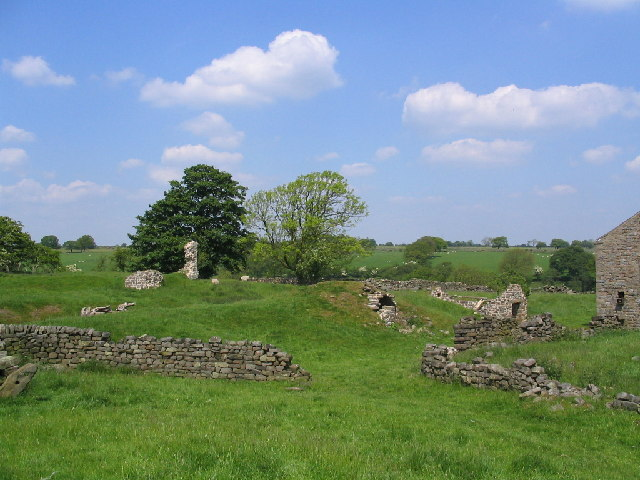
Überreste von John O’Gaunt's Castle

John O’Gaunt's Castle ist eine Burgruine bei Harrogate in der englischen Verwaltungseinheit North Yorkshire.

## Geschichte
Die Burg gilt als Jagdschloss von John O’Gaunt, dem Duke of Lancaster, der 28 Jahre lang, bis 1399, Grundherr von Knaresborough war.
Auf der grabenbewehrten, 30 Meter × 35 Meter großen Plattform am Ende eines Felsvorsprungs in Haverah Park standen ein Torhaus und eine Kurtine; der Graben wurde durch eine Brücke überspannt. Auf dem Gelände finden sich unterirdische Fundamente eines zentralen Turms, 15 Meter × 15 Meter im Grundriss, sowie einer Mauer, die wohl einmal zu einer Gebäudeflucht gehörte. König Eduard III. ließ an dieser Stelle 1334 Bauarbeiten durchführen. 1372 verlehnte er das Gebäude zusammen mit der Grundherrschaft von Knaresborough an seinen Sohn John O’Gaunt, von dem die Burg ihren Namen erhielt.